# Paulo de Württemberg
Paulo Henrique Carlos Frederico Augusto de Württemberg (em alemão: Paul Karl Heinrich Friedrich August von Württemberg), (19 de janeiro de 1785 - 16 de abril de 1852) foi um príncipe alemão, o quarto filho do rei Frederico I de Württemberg e da duquesa Augusta de Brunswick-Wolfenbüttel.

## Primeiros anos
Pouco depois do nascimento de Paulo, a sua mãe separou-se do pai durante uma estadia na Rússia com a sogra da irmã de Frederico, a imperatriz Catarina II da Rússia. Augusta morreu no exílio em Koluvere, na Estónia, em 1788. Em 1797, o pai de Paulo casou-se com Carlota, princesa real do Reino Unido e filha mais velha do rei Jorge III e passou a ser ela a supervisionar a sua educação e à dos seus dois irmãos ainda vivos: Guilherme e Catarina. Carlota via Paulo como "um rapaz muito cómico e, a meu ver, o feitio dele lembra-me o Adolfo [irmão mais novo de Carlota]".
À medida que Paulo crescia, a opinião de Carlota foi mudando. Durante uma visita a Londres, em 1814, Paulo, juntamente com outros príncipes, foi levado até Ascot para ver as corridas de cavalos patrocinadas pelo príncipe regente. Nessa ocasião portou-se muito mal, fazendo com que o príncipe de Orange ficasse completamente bêbado. "Durante treze anos, ele não tem feito mais nada a não ser ofender o pai com as suas indecências e conduta", escreveu a sua madrasta.

## Casamento e descendência
No dia 28 de setembro de 1805 Paulo casou-se em Ludwigsburg com a princesa Carlota de Saxe-Hildburghausen, segunda filha do duque Frederico de Saxe-Altemburgo. Juntos tiveram cinco filhos:
1. Carlota (1807-1873), casada com o grão-duque Miguel Pavlovich da Rússia
2. Frederico (1808-1870), casado com a princesa Catarina Frederica de Württemberg, sua prima
3. Paulo (1809-1810), morreu com menos de um ano de idade
4. Paulina (1810-1856), casada com Guilherme, Duque de Nassau
5. Augusto (1813-1885), casado com Marie Bethge

## Últimos anos
Em 1815, Paulo saiu da sua casa em Estugarda para ir viver para Paris, deixando para trás a sua esposa e dois filhos, mas levando as suas duas filhas consigo. Lá viveu uma vida relativamente modesta, rodeando-se frequentemente de intelectuais como Georges Cuvier. A família de Paulo não via a situação com bons olhos e ordenou-lhe que regressasse a Württemberg, o que ele recusou. Enquanto esteve em Paris, teve duas filhas ilegítimas com as suas amantes.
Pouco depois da morte da sua esposa em 1847, Paulo foi viver para Inglaterra com a sua amante de longa data Magdalena Fausta Angela de Creus, a viúva de sir Sandford Whittingham e os dois casaram-se na igreja de Paris em St. Nicholas, Brighton, Sussex, no dia 26 de abril de 1848. A sua segunda esposa morreu em Paris no dia 27 de Dezembro de 1852. A única filha do casal, Pauline Madeleine Ximenes, nascida em Paris no dia 3 de Março de 1825, recebeu o título de Gräfin von Hohenfelsen (condessa). Viria a casar-se no dia 24 de Agosto de 1843 com Auguste Gustave, comte de Mentessuy, em Paris.
Paulo morreu em Paris com 67 anos.